# Pokémon: Jirachi y los Deseos
Pocket Monsters Advanced Generation Nanayo no Negaiboshi Jirachi (劇場版ポケットモンスター アドバンスジェネレーション 七夜の願い星 ジラーチ Gekijōban Poketto Monsutā Adobansu Jenerēshon Nanayo no Negaiboshi Jirāchi?, Pocket Monsters Generación Avanzada la Película: La Estrella de los deseos de las Siete Noches: Jirachi), conocida en Estados Unidos como Pokémon: Jirachi Wishmaker, es la sexta película asociada al anime Pokémon y la primera de la serie Generación Avanzada. Por lo mismo es la primera película en la que no participa el personaje de Misty, debido a que ella no es parte del reparto de la serie Avanzada. Ésta, junto con su sucesora Pokémon: El Destino de Deoxys, son las únicas películas de Pokémon que no esta la empresa Hershey's en España, aunque sí lo hicieron las siguientes.
En Latinoamérica fue lanzada para la televisión abierta bajo el nombre de "Pokémon: Jirachi y los Deseos" el 3 de mayo de 2008 por el canal panameño Telemetro, y más tarde, el día 26 de septiembre del mismo año en el canal Azteca 7 de televisión abierta Mexicana. Esta película, junto a su sucesora Pokémon El Destino de Deoxys, fueron dobladas en Latinoamérica por una empresa argentina, y no por el elenco original que se ha encargado de traducir la serie y las otras películas estrenadas en Latinoamérica.

## Argumento
La historia gira alrededor del Cometa Milenario, que aparece en el cielo nocturno durante siete días una vez cada mil años.  Es, al mismo tiempo, cuando el legendario Pokémon, Jirachi despierta de un largo letargo para absorber la energía del cometa. Esta energía, a su vez, es puesta en la propia Tierra, y que es un área conocida como Forina. Esta vez, sin embargo, un mago llamado Butler, junto con su novia Diane mucho tiempo, descubren la piedra en la que estaba encerrado Jirachi, y que después lleva consigo para su espectáculo. Se cree que en los días en que Jirachi está, en la tierra, es capaz de conceder los deseos de las personas (y que éste pokémon es capaz de realizar la técnica de teletransportación de toda cosa).
En la celebración del Cometa Milenario aparecen, Ash Ketchum y sus amigos, y emprenden llegar a un festival donde May compra una estrella de siete paneles que se dice que la novedad de conceder un deseo a una persona si es un grupo cerrado por cada noche que aparece el cometa.  Cuando Ash y Max accidentalmente caen voluntarios para uno de los trucos de magia de Butler, Max se presenta a Jirachi, que toma el gusto a él para ser su guardián de cuidado y el cual le habla por medio de telepatía, y que pronto los cuatro personajes principales, lo ven nacer de su letargo de mil años. 
Las intenciones de Butler pronto se ponen a la vista de todos, principalmente de Diane: Butler fue un científico del Equipo Magma, que está tratando de resucitar el legendario Pokémon Groudon, había sido expulsado.  Butler había ideado un sistema perfecto, pero no pudo encontrar la cantidad necesaria de poder. Con este fin, deseaba utilizar la energía del Ojo de la Verdad Jirachi oculta en el resto de su cuerpo para sus propios fines. Viendo este peligro, el Pokémon Absol, cuya presencia por lo general indica un desastre inminente, tiene a Diana y Jirachi bajo custodia. junto con Ash y amigos, deciden cuidar a Jirachi, que el cual, éste había seleccionado a Max como su compañero de cuidado.  Sin ellos, Butler tuvo una idea de rastrear el vehículo en el que iban Jirachi, Ash, May, Max y Brock con Jirachi, y en el cual después Butler logra capturarlo. 
Cuando Butler establece su plan en marcha, sin embargo, fue interrumpido por Max y Ash en el proceso de radiación cósmica. Y en el cual se crea en lugar de Groudon, una bestia terrible en desarrollo que comienza la absorción de la fuerza y de la vida de prácticamente todo ser viviente a la vista. Cuando Diane es capturada por Groudon, Butler, que en mucho tiempo... se da cuenta de su relación con Diane es lo que es para el muy importante, y, con Ash y de la ayuda de Max, es capaz de revertir el proceso, y de volver todo a la normalidad. 
Eventualmente, Jirachi reabsorbe la energía utilizada para crear Groudon, y deja para todos otro mil años de letargo.  De May, en todas las emociones, se olvida de cerrar el último grupo de su estrella, sino que simplemente como si fuera poco, aunque ella nunca revela sus deseos. Solo ella los tiene secretamente guardados en su corazón.

## Personajes
Brendan (ユウキ  Yūki?)
Ash (サトシ Satoshi?)
 Seiyū: Rika Matsumoto
May (ハルカ Haruka?)
 Seiyū: KAORI
Brock (タケシ Takeshi?)
 Seiyū: Yūji Ueda
Max (マサト Masato?)
 Seiyū: Fushigi Yamada
Jessie (ムサシ Musashi?)
 Seiyū: Megumi Hayashibara
James (コジロウ Kojirō?)
 Seiyū: Shinichirō Miki
Butler (バトラー	 Butler?)
 Seiyū: Kōichi Yamadera
Diane (ダイアン Diane?)
 Seiyū: Riho Mahise
Bogie (ボギー  Bogie?)

## Reparto
| Personaje   | Actor de voz (Japón) | Actor de Voz (Hispanoamérica) |
| ----------- | -------------------- | ----------------------------- |
| Ash Ketchum | Rica Matsumoto       | Pablo Gandolfo                |
| May         | Midori Kawana        | Agustina Priscila             |
| Max         | Fushigi Yamada       | Mara Campanelli               |
| Brock       | Yuji Ueda            | Ignacio de Anca               |
| Jessie      | Megumi Hayashibara   | Karin Zavala                  |
| James       | Shinichiro Miki      | Adrián Wowczuk                |
| Pikachu     | Ikue Otani           | Ikue Otani                    |
| Meowth      | Inuko Inuyama        | Ignacio de Anca               |
| Jirachi     | Tomiko Suzuki        | Mariela Álvarez               |
| Butler      | Kōichi Yamadera      | Marcelo Armand                |
| Diane       | Riho Makise          | Natalia Rosminati             |
| Groudon     | Katsuyuki Konishi    | Katsuyuki Konishi             |
| Torchic     | Chinami Nishimura    | Rachael Lillis                |
| Wobbuffet   | Yuji Ueda            | Kayzie Rogers                 |
| Narrador    | Unshou Ishizuka      | Diego Brizzi                  |

## Recepción
Jirachi Wishmaker recibió críticas mixtas a positivas por parte de la audiencia y los fanes. En el sitio web Rotten Tomatoes la audiencia le dio una aprobación de 62%, basada en más de 10 000 votos, con una calificación promedio de 3.5/5. En la página web IMDb tiene una calificación de 5.9 basada en más de 2000 votos. En la página Anime News Network posee una puntuación aproximada de 6 (decente), basada en más de 400 votos, mientras que en MyAnimeList tiene una calificación de 7.0, basada en más de 26 000 votos.